# Història de l'edició a Catalunya
La història de l'edició a Catalunya explica l'evolució de la producció editorial al principat, des que el 1473 va sortir el primer llibre imprès en una impremta catalana. Amb els segles, Barcelona es convertiria en la capital mundial de l'edició en castellà i les editorials tendirien cada vegada més a l'especialització.
Una traducció llatina d'Ethica. Politica. Oceonomica d'Aristòtil estampada per una societat de tres impressors alemanys. Aquesta obra va ser el primer incunable que va sortir d'una impremta catalana el 1473, segons han consensuat els experts. Un any després, el 1474, a València, va aparèixer el primer llibre imprès en llengua catalana, Obres o troves en llaors de la Verge Maria. L'invent de Gutenberg es va estendre, a poc a poc, per tot el territori català. El 1477 va arribar a Tortosa, el 1479 a Lleida, a Girona ho va fer el 1483, a Tarragona, el 1483, a Valldemossa un any després, a Montserrat el 1499 i, finalment, a Perpinyà el 1500.

## Segle XV
Les ciutats on, al segle xv, l'activitat de les impremtes era més intensa eren aquelles que acollien universitats. Així, la producció la lideraven Barcelona, València i Lleida. Algunes han sobreviscut més de 500 anys, com l'Abadia de Montserrat, que avui dia és el segell editorial en actiu més antic del món. El 1999 va celebrar el cinquè centenari del primer llibre que s'hi va imprimir.
Al segle XV la majoria d'impremtes eren propietat d'obradors petits i els impressors eren alemanys que es limitaven a treballar per al mercat interior. L'exportació era pràcticament inexistent. Per tant, el nombre de tallers no era gaire elevat. En el conjunt dels Països Catalans, n'hi va haver al llarg de tot el segle 24, distribuïts en 10 localitats. A la resta de la península Ibèrica funcionaven 46 impremtes en 21 poblacions. Res a veure amb les 500 impremtes italianes, les 200 alemanyes, les 160 franceses o, encara, les 70 dels Països Baixos. Malgrat tot, destacava la figura del ric mercader alemany Hans Rix de Chur, que en la València de final del segle XV va controlar el mercat editorial, va promoure la primera del Tirant lo Blanc, del 1490, i va obrir una gran llibreria.
La majoria d'editors provenien d'àmbits ben diversos. Hi havia comerciants, juristes, apotecaris, canonges i notaris, però, sobretot, llibreters. Durant aquell primer segle, les impremtes dels Països Catalans van posar en circulació 243 textos. Lideraven el rànquing els llibres escrits en llatí, 135 (un 55%), seguits dels de català, 102 (42%), i els de castellà, 6 (3%).

## Segle XVI
Al segle xvi, els francesos i provençals, que havien vingut a aprendre l'ofici als tallers dels alemanys, van desbancar els compatriotes de Gutenberg i van passar a dominar el mercat. El ball de llengües, a Barcelona, en aquesta etapa va ser impressionant.
En la primera meitat de segle, els llibres editats en català van passar a ser el 46%, mentre que en llatí el percentatge disminuïa fins a arribar al 40% i en castellà augmentava fins al 14%. En la segona meitat del segle xvi, però, el castellà va créixer de forma espectacular. Tan sols un 18% del que s'imprimia era en llengua catalana, el 27% en llatí i més de la meitat, el 55%, en castellà. Barcelona i València es van consolidar com les ciutats editores capdavanteres. A les altres ciutats dels Països Catalans, l'activitat impressora era molt menor i no tenia gaire continuïtat.

## Seglexvii
Al segle xvii, més del 40% de la producció editorial era de llibres religiosos; després venia la literatura, sobretot els plecs solts poètics. La novetat, però, va ser l'aparició de formes embrionàries de premsa, els fulls de notícies que, amb els noms de ‘noves', ‘relacions' o ‘gasetes', informaven sobre diferents esdeveniments de l'actualitat internacional. Aquests primers ‘periòdics' van proliferar molt durant els conflictes bèl·lics que van enfrontar Catalunya amb França i Castella. Pel que fa a la llengua, el català cada vegada era relegat més als gèneres de consum o utilitaris, els de venda segura i probablement majoritària (catecismes, goigs, beceroles, llibres de lectura elemental o almanacs). Els grans llinatges familiars van començar a aparèixer associats al negoci de la impremta i l'edició. Va ser el cas dels Guasp a Palma, el dels Jolis-Pla a Barcelona, que continuarien amb el negoci fins al segle xx, o el dels Cormellas, la impremta barcelonina immortalitzada al capítol 62 de la segona part del Quixot de Cervantes.

## Seglexviii
La Guerra de Successió Espanyola (1705-1714) va decidir en bona part la trajectòria d'impressors i editors durant el segle xviii. La sort depenia de si es formava part del bàndol dels vencedors o dels vençuts. Durant aquesta etapa, editors catalans, valencians i madrilenys van començar a competir de manera ferotge per conquerir el mercat espanyol i americà. Tot plegat explicaria també la tendència dels editors catalans a bandejar la llengua pròpia. A desgrat de l'atonia general, però, van començar a sorgir figures destacades d'impressors i editors, com ara els Piferrer barcelonins o els Montfort valencians.

## Seglexix
El segle xix també va arribar amb alguns canvis. El concepte d'editor es va separar del d'impressor i llibreter i va adquirir les característiques que té avui dia. Al mateix temps, amb l'alfabetització de la població, va augmentar el públic lector i van canviar les formes de comercialització del llibre. Va aparèixer la subscripció i les obres per entregues, habitualment novel·les de fulletó. La Revolució Industrial també va revolucionar les tècniques d'impremta. La litografia, el fotogravat, la linotípia i la fabricació de paper i de tintes van transformar de cap a peus la producció del llibre, que es va abaratir i difondre a totes les classes socials.
Al segle XIX triomfava l'edició romàntica, amb Antoni Bergnes de las Casas a Barcelona o Marià Cabrerizo a València, que publicaven traduccions d'escriptors capdavanters de la nova estètica. Les editorials especialitzades en llibres escolars també guanyaven terreny, com la Bastinos, i cada vegada tenien més èxit les publicacions de caràcter popular, com la Llibreria Espanyola. En el darrer quart de segle va sorgir l'edició industrial i un seguit d'iniciatives fortament capitalitzades com Espasa, Henrich o Montaner y Simón. Aquestes editorials guanyarien cada vegada més pes i arribarien al mercat hispanòfon americà, amb obres de gran format en diversos volums, com ara les primeres enciclopèdies, al costat de copioses col·leccions de novel·les. Barcelona es va convertir en la capital mundial de l'edició en castellà, rang que encara avui ostenta. Al segle xix va revifar l'edició en català. Al principi de segle de manera molt esporàdica, però amb 144 autors editats en català entre 1801 i 1833 (Àlvar Maduell, Autors editats en català entre 1801 i 1833. Sant Quirze del Vallès, 2020). A final i començament del XX editorials com La Renaixença i L'Avenç s'hi van consagrar de ple.

## Segle XX
Fins a l'esclat de la Guerra Civil espanyola l'edició en català va anar creixent. Van aparèixer modernes associacions professionals d'editors i algunes fires i certàmens que, com el dia del llibre, han arribat fins avui. Les editorials que publicaven en castellà també exportaven regularment al continent americà. Cada vegada hi havia més lectors i, per tant, també augmentaven els tiratges i proliferaven els segells editors, que tendien més cap a l'especialització. Així, al costat de l'edició generalista i de contingut heterogeni, convivia la de consum, amb publicacions de baix preu per a tots els públics, l'alta cultura i la bibliofília, el llibre religiós, l'escolar, l'infantil i juvenil, el tècnic i científic o l'edició literària.
Amb la victòria del general Francisco Franco i la instauració de la dictadura, va començar un llarg període de censures i prohibicions. Molts llibres van ser prohibits, l'edició en català va ser radicalment restringida i no es va reprendre fins a la dècada dels seixanta. De fet, el desenllaç de la Guerra Civil va comportar una radical ruptura amb el passat immediat. Després del 1939, van néixer algunes editorials amb plena afinitat ideològica amb la dictadura, com Destino i Planeta; altres, com Ariel o Teide, es van vincular a represaliats dels vencedors que recorrien a l'edició com un mitjà de vida; un altre grup el van integrar les fundades per exiliats, com Edhasa o Grijalbo que, en un moment determinat, van emprendre el retorn. Edicions 62 o Anagrama van sorgir de la militància antifranquista i van ser més castigades per la repressió. De les més veteranes, molt poques van sobreviure a la guerra. Tan sols van subsistir Proa, Salvat, Juventud, Gustavo Gili o Barcino. Durant aquest període va créixer notablement el llibre escolar o de text, l'infantil i juvenil i l'edició literària.

## Democràcia
Després de la mort de Franco i amb la democràcia es van consolidar dos fenòmens que ja s'havien iniciat abans de la dictadura. D'una banda, la producció editorial va tenir cada vegada més projecció exterior, amb més presència a les fires internacionals de llibre. De l'altra, el món editorial tendia a l'especialització. També van sorgir noves línies com el còmic i l'edició universitària. Al mateix temps, en una societat que tendeix cada vegada més a la concentració empresarial, el món editorial tampoc s'ha quedat enrere. En els últims anys han sorgit i han crescut grans grups editorials com Planeta, Océano, Grup Enciclopèdia Catalana, Grup 62 o RBA. A més, la majoria tenen interessos en àmbits multimèdia, com ara revistes, emissores de ràdio, canals de televisió o portals d'Internet. En síntesi, en aquests darrers 30 anys no tan sols s'han publicat més títols que mai, sinó que l'aparició dels nous suports magnètics i electrònics (cassets d'àudio i de vídeo, CD-roms, DVD, Internet) ha modificat i enriquit el concepte tradicional d'edició i de llibre, que justament també compta avui amb un format electrònic.